# 호랑지빠귀
호랑지빠귀(虎狼-, White's thrush)는 지빠귀과에 속하며 학명은 Zoothera aurea이다. 몸길이 약 27cm로 깃은 황금색을 띤 갈색이고, 몸에는 검은색 초승달 모양의 반점이 있다. 날개 밑면에 검은색과 흰색 띠가 가로질러 있어 호랑이의 털과 같은 색을 띤다. 암수의 털 색깔이 같다. 고산지대 삼림에서 번식하고 곤충·지렁이 등을 잡아먹는다. 암컷은 3-5개의 알을 낳으며, 알은 엷은 녹청색 바탕에 엷은 적갈색 반점이 있다. 한국·중국·러시아·일본 등지에 분포하며 한국에서는 여름철에 볼 수 있다. 참고로, White's thrush란 명칭은 영국의 박물학자이자 조류학자인 길버트 화이트(Gilbert White)에서 유래하였다.

## 분류
분류학적 견해가 다양하지만 aurea는 Scaly Thrush(Zoothera dauma)와 크기와 울음소리가 달라 별개의 종으로 보고 있다.